# Scoloderus ackerlyi
Scoloderus ackerlyi là một loài nhện trong họ Araneidae.
Loài này thuộc chi Scoloderus. Scoloderus ackerlyi được miêu tả năm 1996 bởi Traw.